# Jamaat e-Islami Hind
Jamaat-e-Islami Hind (JIH, Urdu: جماعتِ اسلامی ہند, Hindi: जमात-ए-इस्लामी हिन्द) també apareix escrit com Jamiet-e-Islami Hind, és una organització musulmana de l'Índia, fundada com a branca de la Jamaat-e-Islami que s'estenia per tot el subcontinent indi, quan es van formar els estats de Pakistan (i després Bangladesh), l'Índia, i Jammu i Caixmir, a cadascun dels quals es va formar una organització independent.
Jamiet e-Islami Hind és l'organització de l'islam sunnita de l'Índia, i lluita políticament per l'establiment d'un estat islàmic sota la xària; la secció índia és una organització totalment independent de la central situada al Pakistan, però té la mateixa inspiració. És l'ala religiosa del partit del Benestar (Welfare Party).
L'organització matriu fou fundada a Lahore el 26 d'agost de 1941 per Sayyid Abul Ala Maududi però des de 1948 es van formar organitzacions separades a Índia i Pakistan i més tard a Caixmir i a Bangladesh. L'organització índia fou establerta l'abril de 1948 a Allahabad. La seva bandera és verda amb lletres aràbigues blanques al centre.

## Branques
La branca d'estudiants és la Student Islamic Organization (SIO) o "Organització d'Estudiants Islàmics". La seva bandera és rectangular de tres franges: la superior blau clar, la del centre blanca portant les lletres "sio" en verd dins d'un cercle verd.
La branca juvenil és la Solidarity Youth Movement (SYM) o "Moviment de Solidaritat de la Joventut". La seva bandera és vertical; la primera quarta part és blau cel, i les altres tres parts són blanques; al centre de tota la bandera hi ha un disc vermell, i en vertical al vol està escrita en lletres verdes la paraula "SOLIDARITY".